# Senators de Belleville
Les Senators de Belleville sont une équipe professionnelle de hockey sur glace de la Ligue américaine de hockey. L'équipe est basée à Belleville en Ontario.

## Histoire
Le 26 septembre 2016, le propriétaire des Sénateurs d'Ottawa, Eugene Melnyk, annonce l'achat des Senators de Binghamton et le déménagement de la franchise à Belleville (Ontario). L'équipe commence ses activités lors de la saison 2017-2018 et évolue au CAA Arena.

## Statistiques
| Saison    | PJ | V  | D  | DP | DTB | BP  | BC  | Pts | Classement                   | Séries éliminatoires                               |
| --------- | -- | -- | -- | -- | --- | --- | --- | --- | ---------------------------- | -------------------------------------------------- |
| 2017-2018 | 76 | 29 | 42 | 2  | 3   | 194 | 266 | 63  | 6e place, division Nord      | Non qualifiés                                      |
| 2018-2019 | 76 | 37 | 31 | 3  | 5   | 228 | 228 | 82  | 5e place, division Nord      | Non qualifiés                                      |
| 2019-2020 | 63 | 38 | 20 | 4  | 1   | 234 | 197 | 81  | 1re place, division Nord     | Séries annulées à cause de la pandémie de Covid-19 |
| 2020-2021 | 35 | 18 | 16 | 1  | 0   | 102 | 111 | 37  | 3e place division Canadienne | Séries annulées à cause de la pandémie             |
| 2021-2022 | 72 | 40 | 28 | 4  | 0   | 219 | 218 | 84  | 4e place, division Nord      | Éliminés au 1er tour                               |
| 2022-2023 | 72 | 31 | 31 | 6  | 4   | 233 | 258 | 72  | 7e place, division Nord      | Non qualifiés                                      |
| 2023-2024 | 72 | 38 | 28 | 3  | 3   | 209 | 211 | 82  | 4e place, division Nord      | Éliminés au 2e tour                                |

## Personnalités

### Entraîneurs
- Kurt Kleinendorst (2017-2018)
- Troy Mann (depuis 2018)